# Phòng chờ

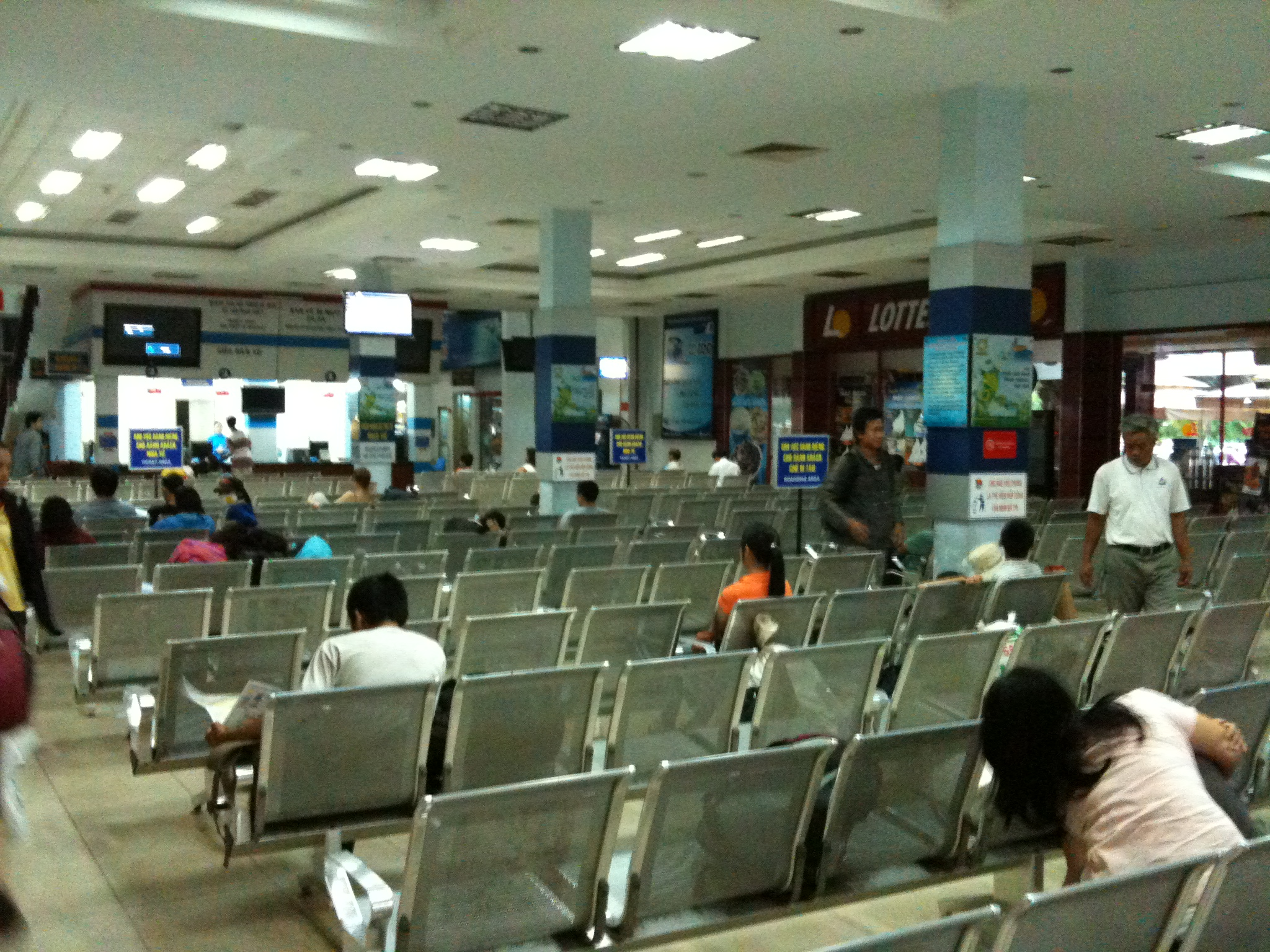
Phòng chờ tại Ga Sài Gòn

Phòng chờ hay phòng đợi là một căn phòng trong một tòa nhà hoặc một tòa nhà độc lập được thiết kế, bố trí dành riêng cho mọi người ngồi hoặc đứng để chờ đợi một sự kiện liên quan xảy ra, thông thường phòng chờ được thiết kế ở những nơi công cộng như các nhà ga, bến xe, bến tàu, sân bay để mọi người chờ các phương tiện chuyên chở hoặc vận tải đến đón rước trong cuộc hành trình đã định sẵn.

## Đặc điểm
Có hai loại phòng chờ. Một là trường hợp cá nhân ngồi chờ một tại một thời điểm, ví dụ tại một phòng khám hay phòng mạch của bác sĩ hoặc một bệnh viện, trạm xá nơi bệnh nhân hoặc người nhà của bệnh nhân chờ bác sĩ khám hoặc chẩn đoán bệnh, kê toa thuốc..., hoặc bên ngoài văn phòng của một trường học để vào làm việc với hiệu trưởng. Một loại phòng chờ khác thường có quy mô lớn hơn là phòng để chứa hàng loạt người như những người tại ga xe lửa, trạm xe buýt, bến xe, bến tàu, sân bay.
Hầu hết các phòng chờ đề thiết kế bố trí và lắp đặt chỗ ngồi cho người dân để họ không phải đứng quá lâu, thường ghế được bố trí là ghế chờ may một băng ghế dài. Một số có nhà vệ sinh công cộng liền kề để có thể phục vụ cho nhu cầu của khách, hoặc một số nơi có bố trí nhà hàng, quầy ăn, căntin, quầy bán hàng, máy tính tiền tự động, máy chơi game, quầy bán sách báo, tạp chí... để phục vụ cho các nhu cầu của khách trong khi chờ đợi.

## Những phòng chờ tốt nhất

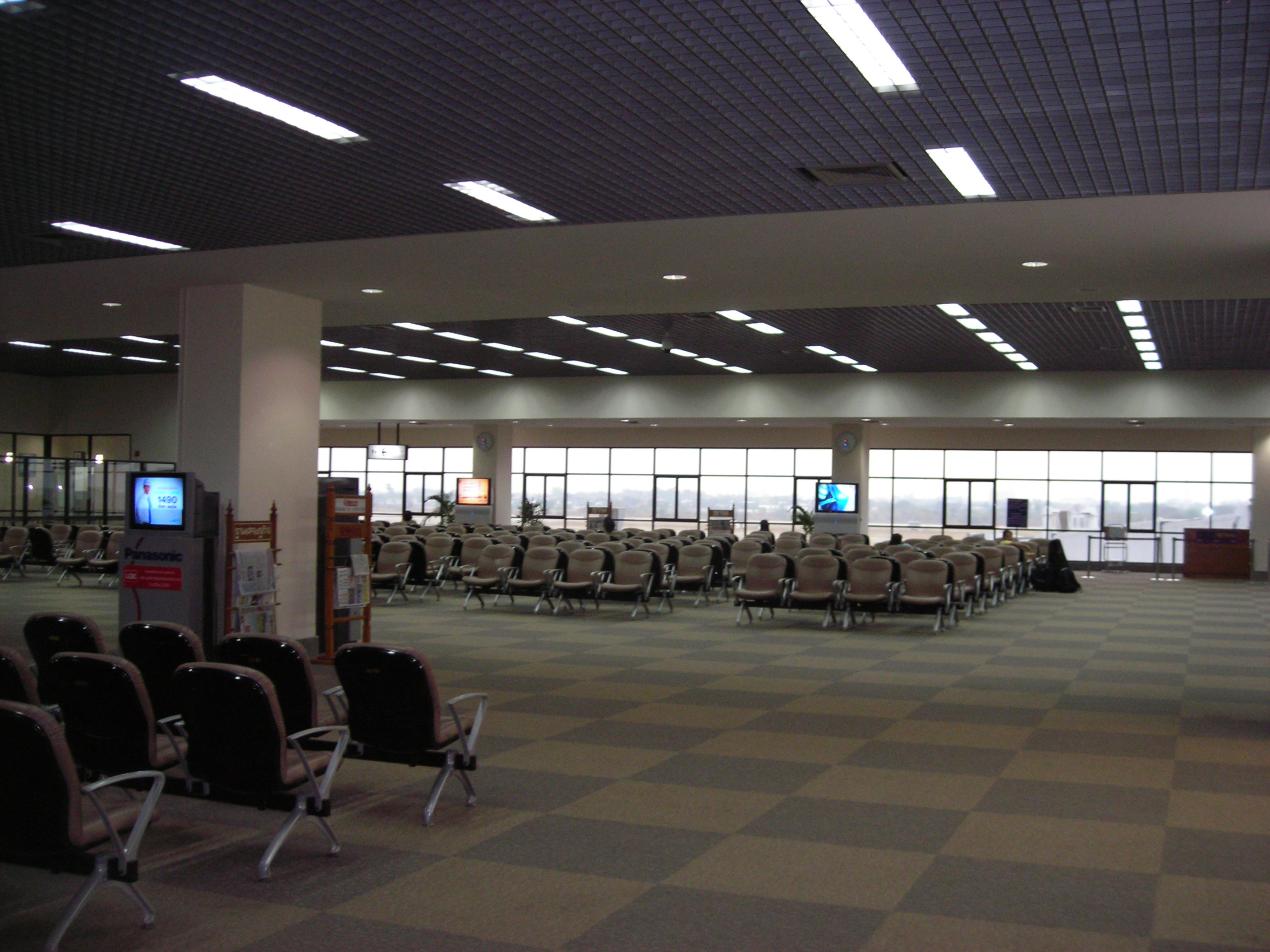
Một phòng chờ ở sân bay quốc tế Udon Thani của Thái Lan

Trong nhiều phòng chờ sân bay trên thế giới, thì các hãng hàng không châu Á tỏ ra biết cách chiều chuộng hành khách. Tại sân bay quốc tế Hong Kong, khu chờ mang tên The Wing của Cathay Pacific Airways dành cho khách hạng nhất có những ngôi nhà nhỏ dành riêng cho từng khách. Mỗi nhà có đầy đủ tiện nghi, cả phòng tắm cá nhân và những chiếc ghế dài. Hay như Royal Orchid của Thai Airways ở Bangkok còn cung cấp dịch vụ massage kiểu Thái, phòng họp...
Các hãng hàng không châu Á chiếm phần lớn trong cả hai danh sách 10 phòng chờ hạng nhất và top 10 phòng chờ hạng thương gia tốt nhất thế giới theo bình chọn của Skytraz, một công ty có trụ sở tại London, chuyên giám sát chất lượng các hãng hàng không và sân bay quốc tế. Trung Đông cũng góp mặt vài chiếc, còn lại ở châu Phi, châu Âu và Australia.
Cũng theo đánh giá của Skytrax, chẳng có một hãng hàng không nào của Mỹ có mặt trong cả hai danh sách top ten phòng chờ hạng nhất hay hạng thương gia. Có nhiều lý do khác nhau, trong đó vấn đề tài chính là một nguyên nhân khiến các hãng Mỹ không muốn phục vụ những phòng chờ sang trọng như vậy. Cũng có thể do nhu cầu và thái độ của hành khách về giá trị của những phòng chờ.